# Брето (Лоаре)
Брето (фр. Breteau) је насељено место у Француској у региону Центар, у департману Лоаре.
По подацима из 2011. године у општини је живело 74 становника, а густина насељености је износила 4,5 становника/km².

## Демографија
| 1962. | 1968. | 1975. | 1982. | 1990. | 2011. |
| ----- | ----- | ----- | ----- | ----- | ----- |
| 178   | 161   | 124   | 97    | 87    | 74    |